# Козловський Павло Павлович
Павло Павлович Козловський (біл. Павел Паўлавіч Казлоўскі, 9 березня 1942, Німеччина) — білоруський державний і військовий діяч, міністр оборони Республіки Білорусь (1992—1994).

## З життєпису
Народився в Німеччині, куди сім'я примусово вивезена на роботи з села Вовківня Пружанського району.
Закінчив Ташкентське загальновійськове командне училище (1965), військові академії імені Фрунзе (1974) і Генштабу (1987). Служив в радянській армії в Середньоазіатському, Московському, Закавказькому, Північно-Кавказькому військових округах на командно-штабних посадах. 3 1987 1-й заступник командувача, з 1989 командувач 28-ю загальновійськовою армією в Гродно. 3 1991 начальник штабу — 1-й заступник командувача військами БВО. У 1992-94 міністр оборони Республіки Білорусь.
Генерал-полковник (1992), генерал-лейтенант (1994).